# O Rico Avarento
O Rico Avarento é uma peça curta do escritor brasileiro Ariano Suassuna, publicada em 1954, baseada na obra do escritor francês Molière, O Avarento. A peça se encontra no livro "Seleta em Prosa e Verso", da editora José Olympio, junto com outras peças conhecidas, como O Castigo da Soberba, O Homem da Vaca e o Poder da Fortuna e Torturas de um Coração.
Ambientada no sertão nordestino, conta a história de um Coronel, rico e avarento,  e Tirateima, um rapaz humilde que, por falta de emprego, aceita ser o mestre sala do Coronel. Dia após dia, Tirateima vai conhecendo o caráter avarento de seu patrão, o qual nega esmola e comida para os pobres e mendigos que vão até sua casa.
Até que um dia, após receber maldições dos pobres a quem negou esmola, o rico avarento recebe uma visita inusitada: O chefe do inferno e seus “cães” vêm buscá-lo pelo seus pecados e diz que todos os mendigos que foram pedir comida na casa dele era ele testando-o. Ao Coronel é dado sete dias para que ele encontrasse alguém que rezasse por ele um único Pai-Nosso ou um Ave-Maria, mas que se ele não conseguisse o feito, seria levado ao inferno permanentemente. Os sete dias se passaram e o avarento não conseguiu se livrar do Canito (chefe do cães do inferno), e é levado embora.
Mas Tirateima retorna à casa do patrão, e é surpreendido pelo Canito, porém, usa de sua inteligência de nordestino e acaba por se livrar deles através de pancadas. Tirateima é quem finaliza a peça com sua frase de efeito: "Eu tomei muita cachaça
Comi muito amendoim:
o Maioral do Inferno
correu com medo de mim!"